# Verres luederwaldti
Verres luederwaldti là một loài bọ cánh cứng trong họ Passalidae. Loài này được Reyes-Castillo miêu tả khoa học năm 1970.